# Kock
För andra betydelser, se Kock (olika betydelser).

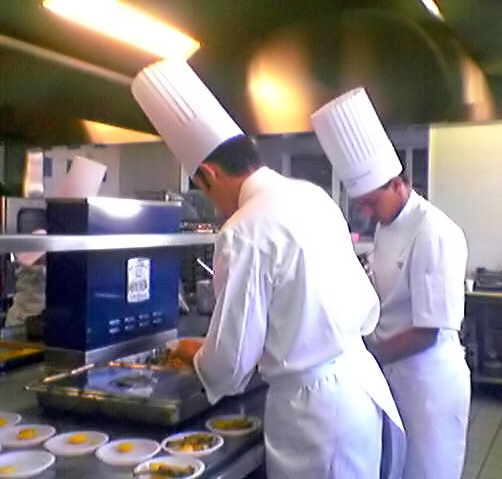
Två kockar i arbete i ett restaurangkök i Paris 2005, iklädda traditionella kockkläder.

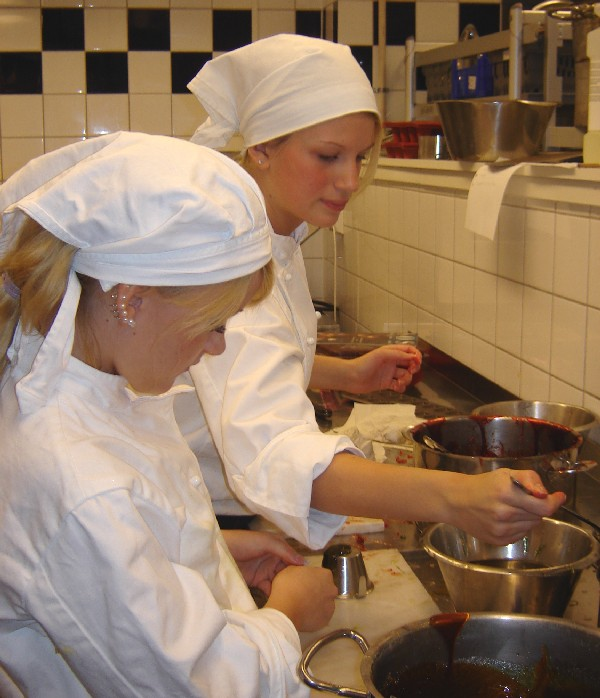
Två kokerskor i arbete.

En kock, kocka eller kokerska är en person vars yrke är att självständigt laga mat. Den kock som leder ett restaurangkök kallas köksmästare, och en kvinnlig sådan kan ibland benämnas köksmästarinna.
De flesta kockar arbetar på restaurang eller i storkök på exempelvis ett fartyg. Kokerskor har traditionellt arbetat i storkök, exempelvis på ett sjukhus eller en förskola. Skillnaden mellan de två yrkesgrupperna har dock luckrats upp och idag kallas ofta den som lagar mat i storkök för kock. Det finns även kockar och kokerskor som är anställda i privathem. En kock kan assisteras av köksbiträden eller ekonomibiträden.
Kocka kallades bl.a. de kvinnor som arbetade med att laga maten till timmerhuggarna i timmerkojorna eller flottarna på 1800- och 1900-talet.
Till kockens klassiska arbetskläder hör för män en hög vit mössa, oftast vit rock, förkläde, släng (kökssläng) och ofta rutiga byxor. Den höga vita mössan är dock ovanlig nu för tiden och har ofta ersatts av en låg skyddsmössa eller bandana. Den traditionella klädseln för kokerskor är en knälång arbetsrock, förkläde och kökssnibb.
Till kockens standardutrustning hör knivar, stekpincett och palett.
I Sverige ges grundläggande utbildning till kock inom ramen för Restaurang- och livsmedelsprogrammet vid gymnasieskolan. Det finns även en mängd andra utbildningsmöjligheter.
"Kändiskock" är en beteckning som ibland används i media för att beteckna en särskilt framgångsrik kock, till exempel någon som rönt framgångar i matlagningstävlingar eller arbetar på/äger en välrenommerad krog eller restaurang. Men skall inte blandas ihop med ”Stjärnkock”, vilket är en kock som är ägare eller ansvarig köksmästare för en restaurang som har en eller flera stjärnor i Guide Michelin.

### Fotnoter
1. ↑  Jessica Söderqvist (24 februari 2018). ”En stab av tjänare servade i förmögna hem” (på svenska). Populär historia. https://popularhistoria.se/vardagsliv/en-stab-av-tjanare-servade-i-formogna-hem. Läst 8 augusti 2018.
2. ↑  Börtnan – fiskebyn i fäbodriket sid. 73. Författare: Jöns Larsson, Lars-Göran Larsson och Anders Larsson. Jengel förlag 2019. ISBN 9789187309922
3. ↑  ”Varför är kockmössan så hög?”. Sveriges radio. 1 september 2010. http://sverigesradio.se/sida/artikel.aspx?programid=3130&artikel=3971734. Läst 3 maj 2016.